# Ромашківка
Рома́шківка — село в Україні, у Луцькому районі Волинської області. Входить до складу Цуманської селищної громади. Населення становить 253 особи.
19 липня 2020 року, в результаті адміністративно-територіальної реформи та ліквідації Ківерцівського району, село увійшло до складу Луцького району.

## Географія
Село розташоване на правому березі річки Путилівки.

## Населення
Згідно з переписом УРСР 1989 року чисельність наявного населення села становила 239 осіб, з яких 116 чоловіків та 123 жінки.
За переписом населення України 2001 року в селі мешкали 253 особи.

### Мова
Розподіл населення за рідною мовою за даними перепису 2001 року:
| Мова       | Відсоток |
| ---------- | -------- |
| українська | 97,23 %  |
| угорська   | 2,37 %   |
| російська  | 0,40 %   |

## Видатні мешканці
Чирський Дмитро Протерійович (1882, Пархомівці, Липовецький повіт, Подільська губернія - після 1941) – голова Кам’янець-Подільської повітової народної управи (1918), комісар 2-ї Волинської дивізії Армії УНР.